# Den norske Nordhavsekspedition 1876-1878
Den norske Nordhavsekspedition 1876–78 var et norsk forskningsprojekt ledet af Henrik Mohn og Georg Ossian Sars. De forelagde projektforslaget for Indredepartementet (det norske indenrigsministerium) den 19. marts 1874, og fik gehør for at kortlægge havområderne mellem Norge, Færøerne, Island, Jan Mayen og Spitsbergen. Fra tre sommerture med DS Vøringen (1861) udkom en række afhandlinger om havområdene, meteorologi, zoologi og biologi; alle trykt af Grøndahl med norsk og engelsk tekst, oversatte af John Hazeland. Ekspeditionens operative leder var Carl Fredrik Wille, mens Joachim Grieg (1845–1932) var kaptajn. Tegner for ekspeditionen var Franz Wilhelm Schiertz.
Blandt forskningsresultaterne var, at Mohn i 1880 kunne påvise, hvordan Norskehavets bundvand dannede sig, noget Fridtjof Nansen og Bjørn Helland-Hansen publicerede arbejder om i 1909. Sars fandt i 1878 ud af skreiens vandremønster (skrei er torsk (Gadus morhua) fra den norsk-arktiske stamme), den kom fra Barentshavet. Mohn gav det navnet Norskehavet efter ekspeditionen:{
"Havet skal for Eftertiden bære Navnet ’Det norske Hav’, saavel fordi det siden umindelige Tider har været befaret af vore Sømænd, som fordi den norske Nation nu har overtaget dets videnskabelige Undersøgelse". (Henrik Mohn)
- Kaptein Carl Fredrik Wille (1830-1913) var operativ leder, skrev Historisk beretning, om apparaterne og deres brug og om magnetiske operationer
- Henrik Mohn (1835–1916) var leder, skrev om meteorologi og oceanografi
- Georg Ossian Sars (1837–1927) var også leder, skrev om marinbiologi
- Daniel Cornelius Danielssen (1815–1894) skrev om actinider
- Herman Friele (1838–1921) skrev om bløddyr.
- Kristine Bonnevie (1872–1948) var ikke med, men skrev om Hydroia.
- DS "Vøringen" (1861–1923) var båd